# شعراء المقابر

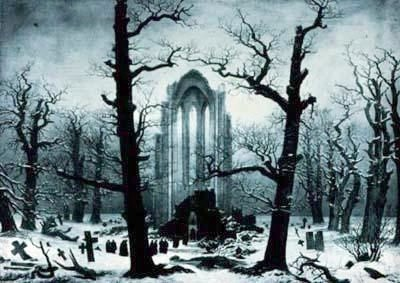
مقبرة من القرون الوسطى.

شعراء المقابر كانوا عددًا من شعراء ما قبل الرومانسية في القرن الثامن عشر الذين تميزوا بتأملاتهم القاتمة حول الفناء مثل «الجماجم والتوابيت والمرثيات والديدان» المستمدة من وجود المقبرة. وبالانتقال إلى ما هو أبعد من مرثاة المرثية لموت واحد، فإن غرضهم نادراً ما كان مثيراً. مع تقدم القرن، عبر شعر «المقبرة» بشكل متزايد عن شعور «السمو» والغربة، وعن الاهتمام الأثري بالأشكال الشعرية الإنجليزية القديمة والشعر الشعبي.